# La spettatrice
La spettatrice è un film del 2004, scritto e diretto da Paolo Franchi, al suo esordio nella regia.
Il film è stato candidato ai David di Donatello e ai Nastri d'argento come miglior opera prima.
Il regista è stato accostato a Krzysztof Kieślowski per merito della scrittura fredda e concisa del film.

## Trama
A Torino, Valeria, una giovane interprete simultanea di indole solitaria e profondamente introversa, prova una passione segreta, quasi morbosa, per Massimo, ricercatore medico e suo dirimpettaio. La ragazza si limita ad osservare dalla sua finestra ciò che accade nell'appartamento di fronte, passando gran parte dei suoi momenti liberi a spiare il suo vicino oppure ad incrociarlo per strada; ciò avviene sempre senza interferire sulla sua vita, evitando qualsiasi gesto o parola che possa implicare un legame con lui. Quando Massimo lascia l'appartamento per trasferirsi a Roma, Valeria decide, senza alcuna esitazione, d'abbandonare casa e lavoro per seguirlo.
Arrivata nella capitale, la ragazza riesce a farsi assumere come dattilografa da Flavia, compagna di Massimo e impegnata a scrivere un libro sul suo defunto marito. L'impegno lavorativo a cui sono legate le due donne porta Valeria a vivere a stretto contatto con Massimo, divenendo partecipe di alcuni momenti della vita dell'uomo che ha seguito. Sarà lui a compiere il primo passo di avvicinamento tra i due, ma ora che la distanza che li divideva si è assottigliata fino a scomparire, Valeria decide di tornare a Torino, evitando un coinvolgimento emotivo a cui non è mai stata abituata.

## Critica
- Un insolito film (...) capace di combinare la precisione cronachistica con una tensione metaforica; è parte del commento del dizionario Morandini che assegna al film tre stelle su cinque di giudizio.[1]
- Un film sull'impossibilità dell'amore, ma anche sulla necessità dell'amore.[2] Maurizio Cabona per Il Giornale.
- Un regista ed un'attrice in buona sintonia, in un film dagli echi kieslowskiani; il commento del dizionario Farinotti che assegna tre stelle su cinque di giudizio.[3]

## Riconoscimenti
- 2004 - Bergamo Film Meeting
  - Rosa Camuna d'argento

## Collegamenti ad altre pellicole
- La protagonista che si invaghisce del suo vicino di casa richiama alla memoria il sesto episodio del Decalogo di     Kieślowski.[1]
- Una forte analogia si nota con il film "La finestra di fronte" di Ferzan Özpetek, dove la protagonista (Giovanna Mezzogiorno) è fortemente attratta dal giovanotto che abita nella casa di fronte (Raoul Bova).